# Фрельштедт
Фрельштедт (нім. Frellstedt) — громада в Німеччині, розташована в землі Нижня Саксонія. Входить до складу району Гельмштедт. Складова частина об'єднання громад Норд-Ельм.
Площа — 6,13 км2. Населення становить 782 ос. (станом на 31 грудня 2021).

## Галерея

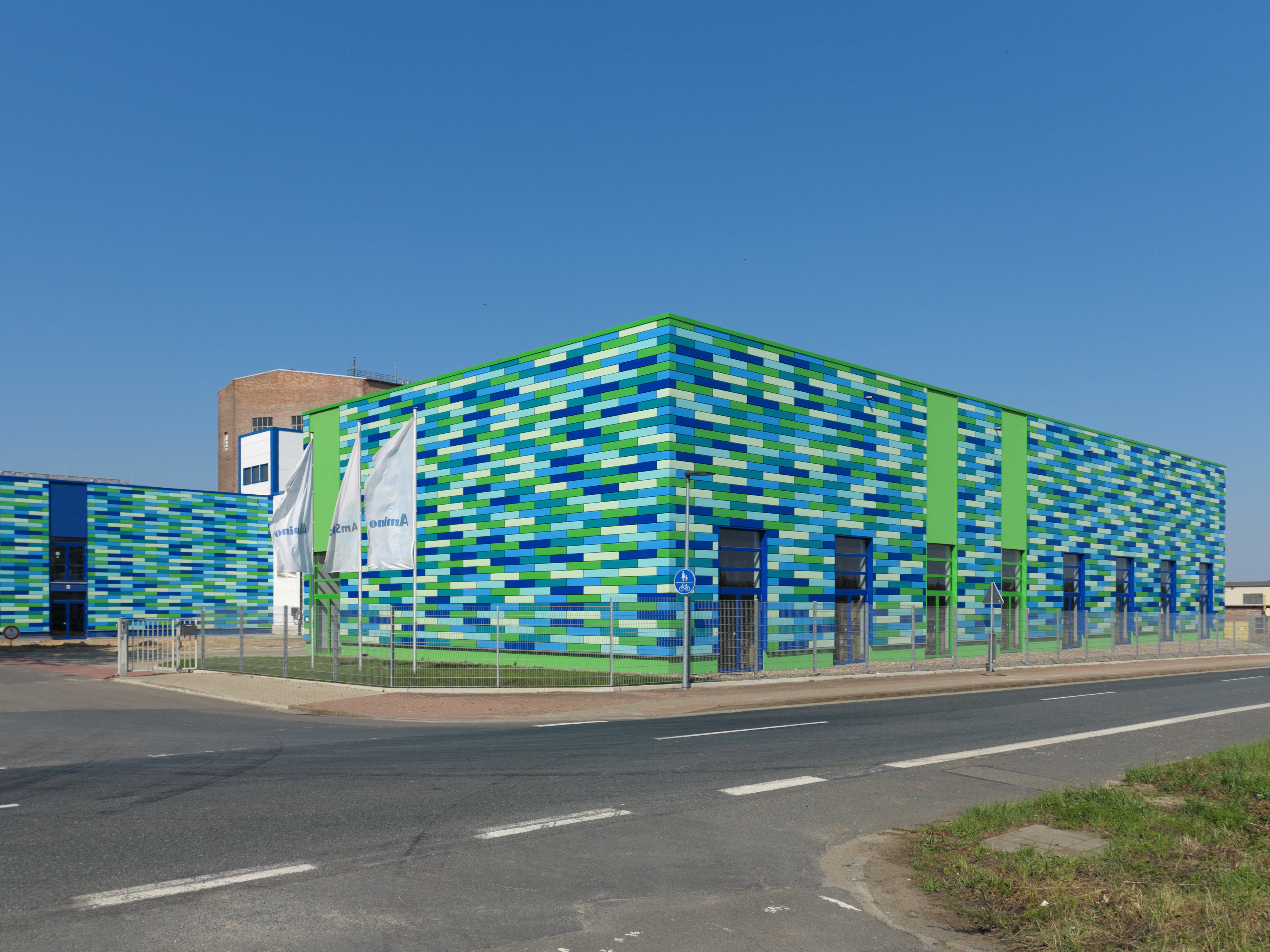